# George Igna
George Igna (n. 1877, Sântuhalm, județul Hunedoara – d. 1950) a fost un deputat în Marea Adunare Națională de la Alba Iulia, organismul legislativ reprezentativ al „tuturor românilor din Transilvania, Banat și Țara Ungurească”, cel care a adoptat hotărârea privind Unirea Transilvaniei cu România, la 1 decembrie 1918 :p. 208.

## Biografie
A făcut școala primară din satul natal, Sântuhalm din județul Hunedoara :p. 208.  

## Activitatea politică
Ca deputat în Adunarea Națională din 1 decembrie 1918 a fost delegat al Cercului electoral Deva :pp. 207-208.	